# Mollisia cinerascens
Mollisia cinerascens är en svampart som beskrevs av Rehm 1891. Mollisia cinerascens ingår i släktet Mollisia och familjen Dermateaceae.   Inga underarter finns listade i Catalogue of Life.